# 17073 Alexblank
17073 Alexblank este un asteroid din centura principală de asteroizi.

## Descriere
17073 Alexblank este un asteroid din centura principală de asteroizi. A fost descoperit pe 6 aprilie 1999 la Socorro, New Mexico, în cadrul proiectului LINEAR. Asteroidul prezintă o orbită caracterizată de o semiaxă mare de 2,89 ua, o excentricitate de 0,10 și o înclinație de 1,8° în raport cu ecliptica.